# Briga Alta
Briga Alta là một đô thị tại tỉnh Cuneo trong vùng Piedmont của Italia, vị trí cách khoảng 80 km về phía nam của Torino và khoảng 13 km về phía đông nam của Cuneo, ở biên giới với Pháp. Tại thời điểm ngày 31 tháng 12 năm 2004, đô thị này có dân số 56 người và diện tích là 51,7 km².
Briga Alta giáp các đô thị: Chiusa di Pesio, Cosio di Arroscia, La Brigue (France), Limone Piemonte, Mendatica, Ormea, Roccaforte Mondovì, Tende (France)và Triora.